# لوته فلاك
لوته فلاك (بالألمانية: Lotte Flack)‏ هي ممثلة ألمانية، ولدت في 14 يناير 1994 بهامبورغ في ألمانيا.

## وصلات خارجية
- لوته فلاك على موقع IMDb (الإنجليزية)
- لوته فلاك على موقع روتن توميتوز (الإنجليزية)
- لوته فلاك على موقع ألو سيني (الفرنسية)
- لوته فلاك على موقع قاعدة بيانات الفيلم (الإنجليزية)
- لوته فلاك على موقع ليتربوكسد (الإنجليزية)
- لوته فلاك على موقع كينوبويسك (الروسية)